# Famille Parrocel
Cette page explique l’histoire ou répertorie les différents membres de la famille Parrocel.

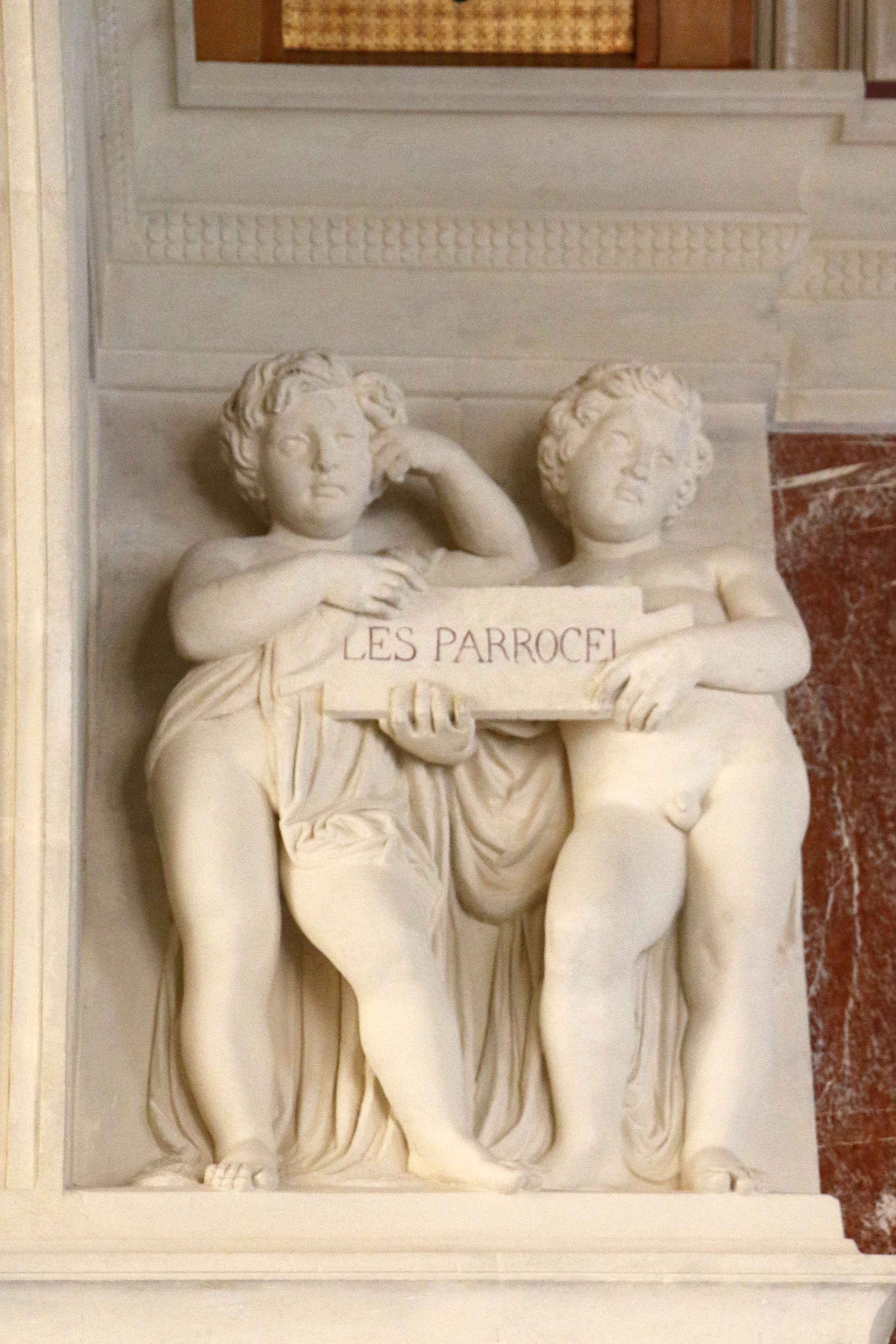
Sculpture de Marius Guindon, escalier d'honneur du musée des Beaux-Arts de Marseille.

La famille Parrocel est une famille de peintres français ayant vécu du XVIe au XIXe siècle.

## Filiation
Les liens de filiation entre les membres de cette famille sont notamment décrits dans le Bénézit.
- Georges Parrocel (1540-1614), peintre et vitrier à Montbrison (Loire). Il épouse Louise de Ladut.
  - Barthélemy Parrocel (1595 à Montbrison - 1660 à Brignoles), peintre d'histoire. Il épouse Catherine Simon.
    - Louis Parrocel (1634-1694), peintre et graveur. Il épouse Dorothée de Rostang.
      - Jacques-Ignace Parrocel (1667 à Avignon - 1722 à Mons), peintre. Il épouse Jeanne Marie Perrier.
        - Étienne Parrocel (1696-1775), peintre.

      - Pierre Parrocel (1670 à Avignon - 1739 à Paris), peintre d'histoire et graveur, agréé à l'Académie royale de peinture en 1730. Il épouse Madeleine Palasse.
        - Joseph François Parrocel (1704 à Avignon - 1781 à Paris), peintre. Il épouse Françoise Lemarchand puis, veuf, épouse en secondes noces Christine Edwidge Ally.
          - (2) Marie Parrocel (1743 à Avignon - 1824 à Paris), peintre historique.

      - Jean-Baptiste Parrocel (1672- ?) épouse Marguerite Martin.
        - Pierre Véran Parrocel (1705-1780) épouse Marie Anne Derbe
          - César Auguste Parrocel (1737-1816) épouse Thérèse Liely.
            - Etienne Véran Parrocel (1761-1827) épouse Magdeleine André.
              - Antoine Parrocel (1792-1861), maître d'hôtel du préfet de Vaucluse (1816),traiteur (1819), restaurateur. Le 30 septembre 1816 à Avignon, il épouse Marie Joséphine Benoîte Revol.
                - Étienne-Antoine Parrocel (1817 à Avignon - 1896 à Marseille), peintre et écrivain, chevaler de l'ordre national de la Légion d'honneur.

              - Véran Napoléon Parrocel (1806 à Cavaillon - 1854 à Forcalquier), cafetier. Il épouse Elisabeth Gollier.
                - Pierre Véran Parrocel (1830 à Forcalquier - 1870 à Saint-Sauveur-sur-Tinée), cuisinier. Il épouse Marie Rose Roulf.
                  - Louis César Barthélémy Napoléon Parrocel (1865 à Saint-Sauveur-sur-Tinée - ), peintre, statuaire et sculpteur. Il est le 17e artiste du nom et le créateur de la collection des bustes de la lignée Parrocel donnée au musée d'Avignon en 1893[2]. Il a également peint un excellent autoportrait à l'âge de 27 ans, en 1893.

    - Joseph Parrocel (1646-1704), élève de son frère aîné, voyage en Italie, fixé à Paris 1675. Il épouse Catherine Angélique Jacquelain.
      - Charles Parrocel (1688-1752), peintre.

## Pour approfondir